# 喬治王灣
62°6′S 58°5′W / 62.100°S 58.083°W
喬治王灣是南極洲的海灣，位於南設得蘭群島的喬治王島南岸，全長11公里，東面是圖雷特角，在1820年1月24日由英國探險隊以該國國王喬治三世命名。